# Red Hot + Latin: Silencio = Muerte
| Críticas profissionais | Críticas profissionais |
| Avaliações da crítica  | Avaliações da crítica  |
| Fonte                  | Avaliação              |
| ---------------------- | ---------------------- |
| Allmusic               | [ 1 ]                  |

Red Hot + Latin: Silencio = Muerte é o décimo álbum coletâneo da série beneficente Red Hot AIDS (destinada a promover a conscientização mundial acerca dos problemas acarretados pela AIDS), o disco lança um olhar pós-moderno na cena musical contemporânea latina. Esta coletânea conta com canções interpretadas não somente em espanhol, mas também em inglês e português. 
Musicalmente, o álbum visita diversos estilos, do jazz latino ao rock, reggae e folk. São músicas que, de alguma forma, contribuíram para transformar os sons e imagens da música latina ou tenham sido influenciadas por ela.
Assim como ocorreu com outros álbuns da série este disco busca atingir um público específico, passando uma mensagem sobre a gravidade dos problemas gerados pela AIDS. Neste trabalho o foco está sobre a rápida expansão do vírus da AIDS na América Latina.
Após o seu lançamento, em 1997, Red Hot + Latin alcançou as posições #14 e # 48 na Billboard Latina e na Top Álbuns Latinos, respectivamente.
O álbum foi reeditado em 2006 pela Nacional Records com o nome Red Hot + Latin Redux, incluindo novas faixas bônus.

## Faixas
1. "Pepe and Irene" — Los Lobos; Money Mark — 3:33
2. "Yolanda Nigüas" — Café Tacuba; David Byrne —	3:25
3. "Gente Que No" — Todos Tus Muertos; Los Auténticos Decadentes — 4:12
4. "What's New Pussycat" — Fishbone; Los Fabulosos Cadillacs — 4:13
5. "El Son Del Dolor" — Cuca; Youth Brigade — 4:03
6. "Wanna Be Loved" — Buju Banton; Los Pericos — 4:06
7. "Quien Es Ese Negro" — DJ Rif; Sen Dog; Mellow Man Ace; Mc Skeey; Mr Rico — 4:41
8. "Padre Nuestro" — Hurricane G; Reign — 3:37
9. "Historia De La Radio" — Juan Perro — 4:24
10. "Whoever You Are" — Geggy Tah; King Chango — 4:14
11. "Águas De Março" — Cibo Matto — 3:17
12. "Una Hoja, Una Raiz" — Aterciopelados; La Portuaria; Laurie Anderson — 4:01
13. "No Te Miento" — Rubén Blades — 4:27
14. "Sin Tener A Donde Ir" — Melissa Etherudge — 4:13
15. "Cosas Que Me Ayudan A Olvidar" — Andrés Calamaro — 3:56
16. "You Come And Go" — La Ley — 5:18
17. "Venas" — Víctimas Del Doctor Cerebro — 4:14
18. "War" — Sepultura — 4:31

## FaixasRed Hot + Latin Redux(2006)
1. "Pepe and Irene" — Los Lobos; Money Mark — 3:33
2. "Yolanda Nigüas" — Café Tacuba; David Byrne —	3:25
3. "Gente Que No" — Todos Tus Muertos; Los Auténticos Decadentes — 4:12
4. "What's New Pussycat" — Fishbone; Los Fabulosos Cadillacs — 4:13
5. "El Son Del Dolor" — Cuca; Youth Brigade — 4:03
6. "Wanna Be Loved" — Buju Banton; Los Pericos — 4:06
7. "Quien Es Ese Negro" — DJ Rif; Sen Dog; Mellow Man Ace; Mc Skeey; Mr Rico — 4:41
8. "Padre Nuestro" — Hurricane G; Reign — 3:37
9. "Whoever You Are" — Geggy Tah; King Chango — 4:16
10. "Águas De Março" — Cibo Matto — 3:19
11. "Una Hoja, Una Raiz" — Aterciopelados; La Portuaria; Laurie Anderson — 4:03
12. "Cosas Que Me Ayudan A Olvidar" — Andrés Calamaro — 3:58
13. "Que Bonita Bailas" —	Nortec Collective —	4:02
14. "Peligroso Pop" — Plastilina Mosh — 3:41
15. "Sol Tapado" — Thievery Corporation — 3:59
16. "Sister Twisted" — Kinky — 3:18
17. "Crosseyed and Painless" — Brazilian Girls — 5:03